# Iziàslav
Iziàslav, també Zàslav, Jéslav (ucraïnès: Ізя́слав, Заслав, Жеслав; polonès: Zasław; rus: Изяслав, Изяславль; alemany: Saslaw) és una ciutat d'Ucraïna a la vora del riu Horýn, afluent del Prýpiat, a l'óblast de Khmelnitski a les regions històriques de Volínia i Pohóryna. La ciutat es remunta al segle XI. El 2021 tenia una població estimada de 16.162 habitants. És capital del raion de Iziàslav.

## Història
Iziàslav és esmentada per primera vegada l'any 1390. Era una vila privada de Polònia, propietat de les famílies Zasławski i Sanguszko. Va formar part del voivodat polonès de Volhynian. El 1583 se li van concedir els drets de la ciutat de Magdeburg.
Després de les particions de Polònia va formar part de l'Imperi Rus, a la Governació de Volínia.
A l'inici de la Segona Guerra Mundial la població jueva representava el 28% dels habitants. Tan bon punt els alemanys van ocupar la ciutat, els jueus foren empresonats en un gueto i més tard assassinats en execucions massives perpetrades per Einsatzgruppen.
Fins al 18 de juliol de 2020 va ser el centre administratiu del raion d'Iziàslav. El raion va ser abolit el juliol de 2020 com a part de la reforma administrativa d'Ucraïna, que va reduir el nombre de raions de l'oblast de Khmelnytskyi a tres. La seva superfície es va fusionar amb el de Shepetivka.